# La Vierge aux cerises
La Vierge aux cerises est un tableau réalisé vers 1529 par le peintre flamand Quentin Metsys. Cette huile sur panneau est une Madone qui représente Marie embrassée par l'Enfant Jésus alors qu'elle trône des cerises en main entre un parapet où sont posés d'autres fruits et une ouverture donnant sur un paysage. Achetée chez Christie's le 2 juillet 2024 à Londres, au Royaume-Uni, l'œuvre est conservée au J. Paul Getty Museum de Los Angeles, aux États-Unis. Il en existe plusieurs autres versions, dont l'une en dépôt à la Mauritshuis, à La Haye.

Autres versions du maître, de son atelier et de ses suivistes
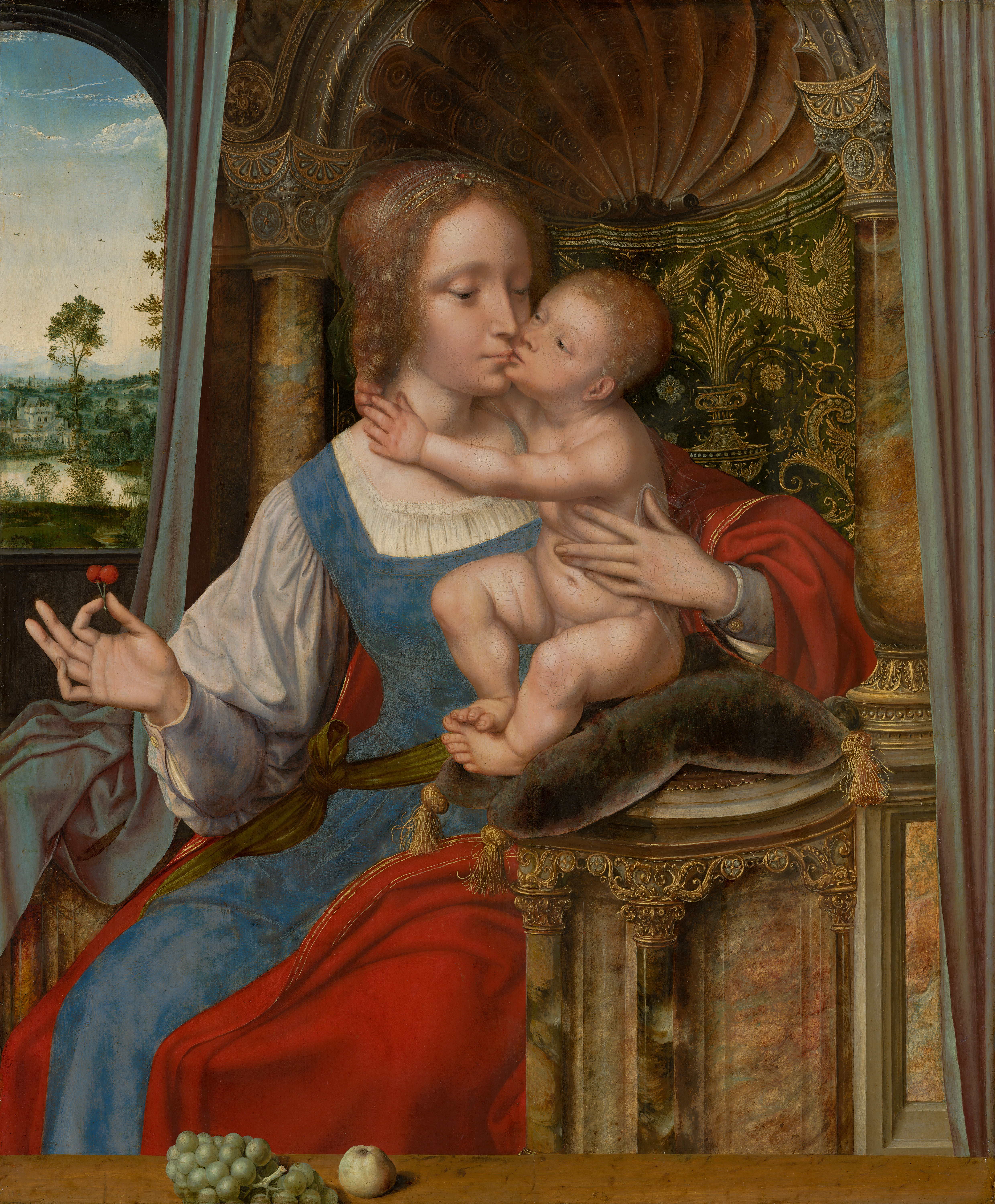
Version de la Mauritshuis, La Haye.
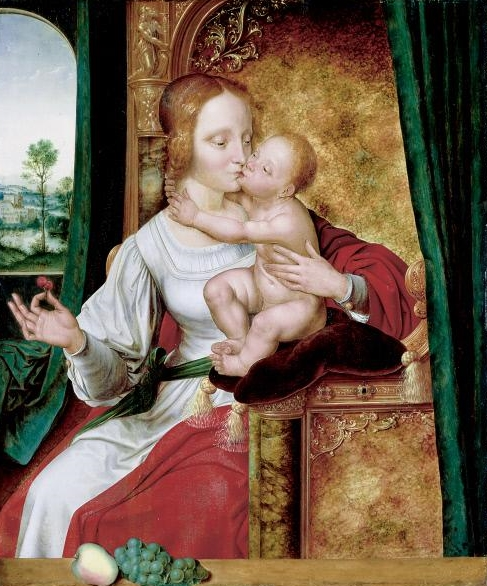
Version du musée d'Art John-et-Mable-Ringling.
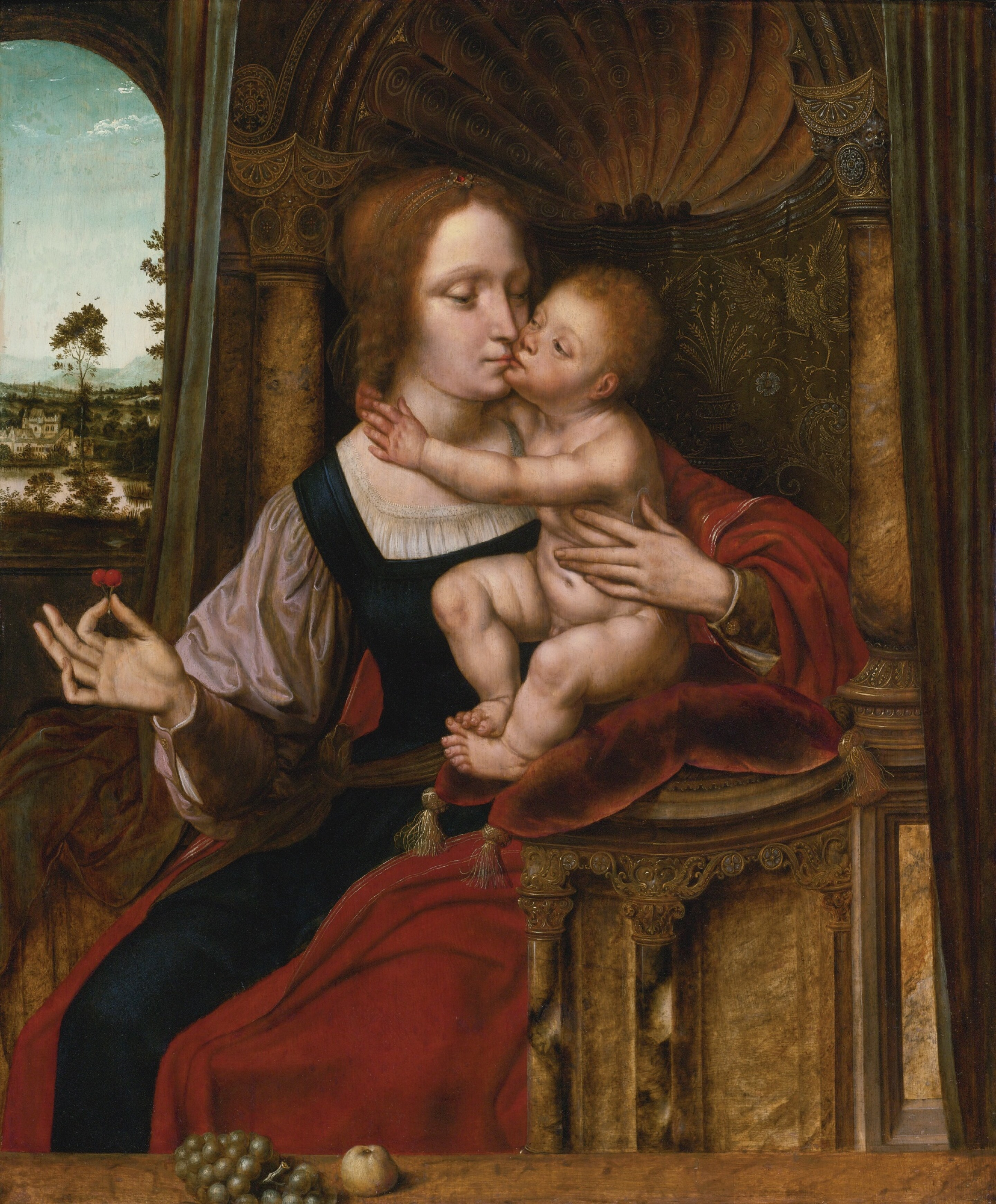
Version attribuée à Bernaert van Orley.
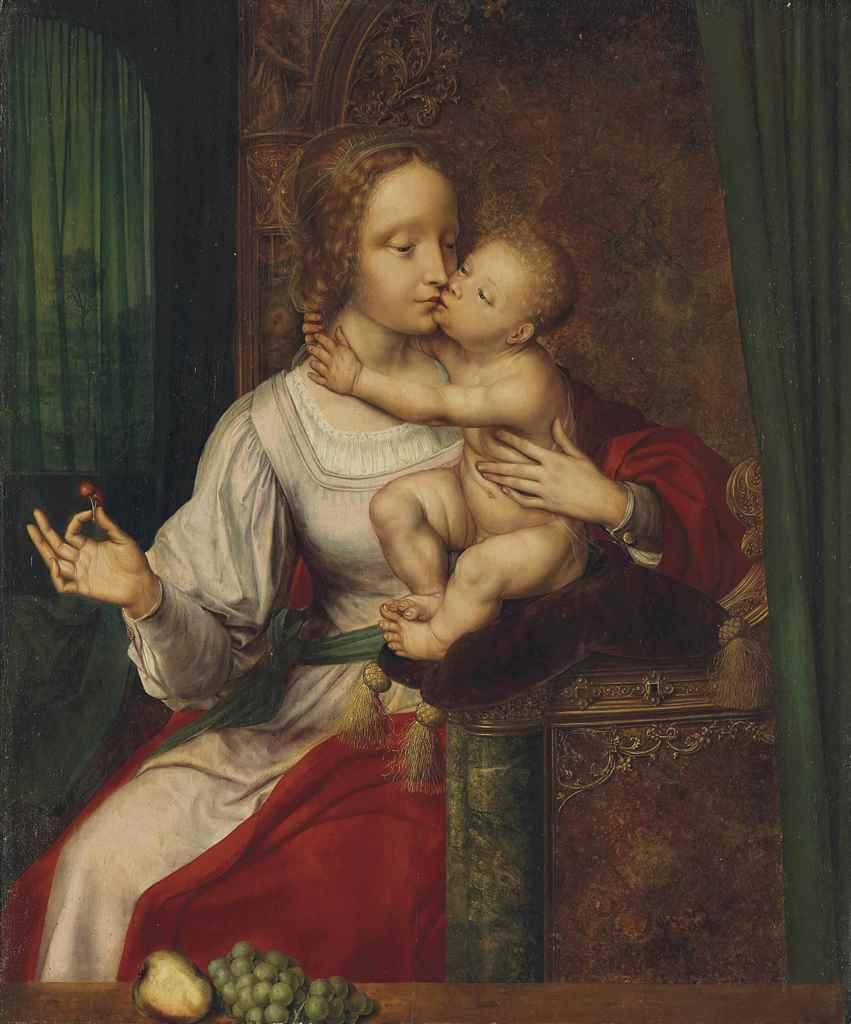
Version attribuée à Metsys et vendue le  9 juillet 2015 (coll. privée).
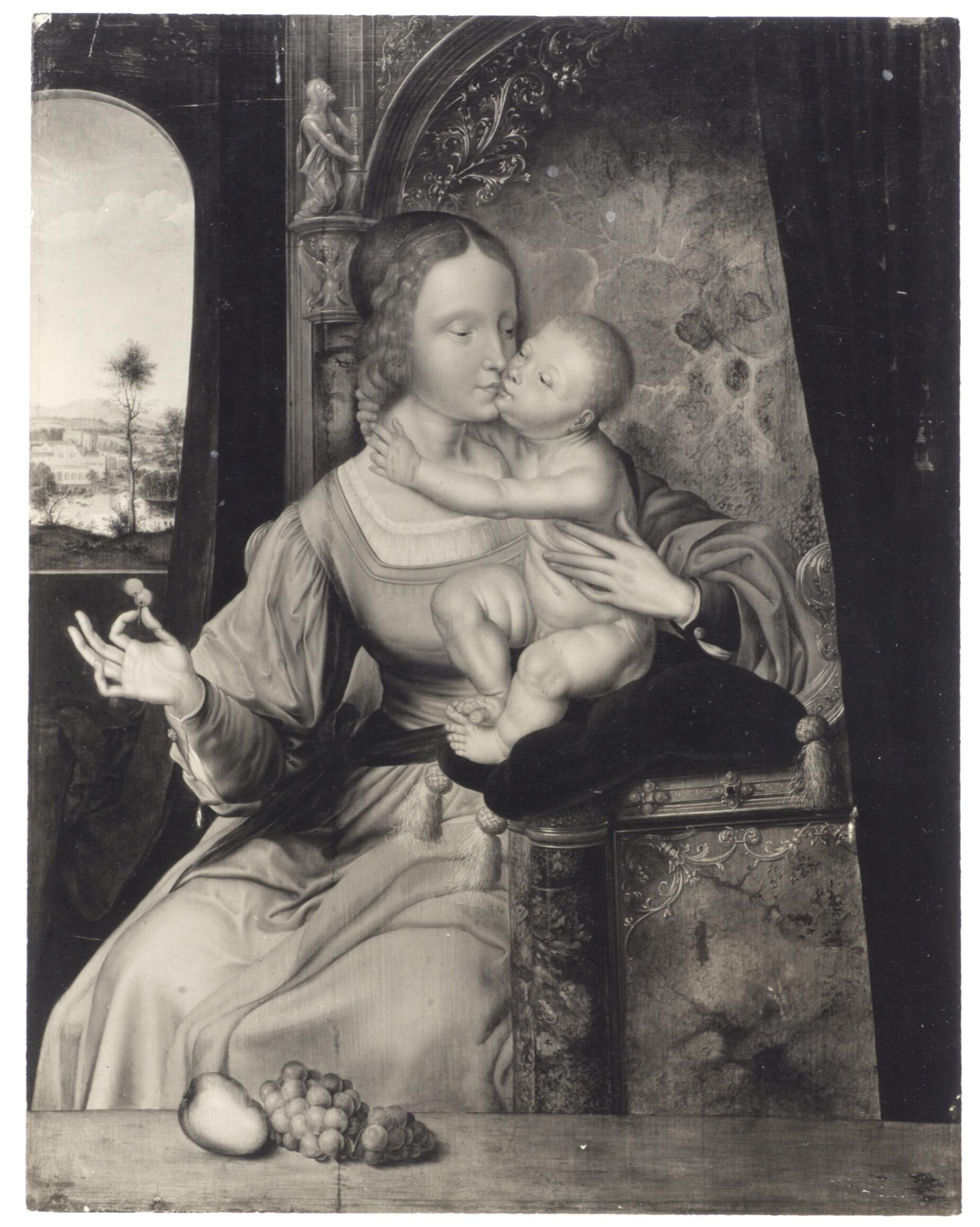
Version de la collection du prince Friedrich Leopold de Prusse.
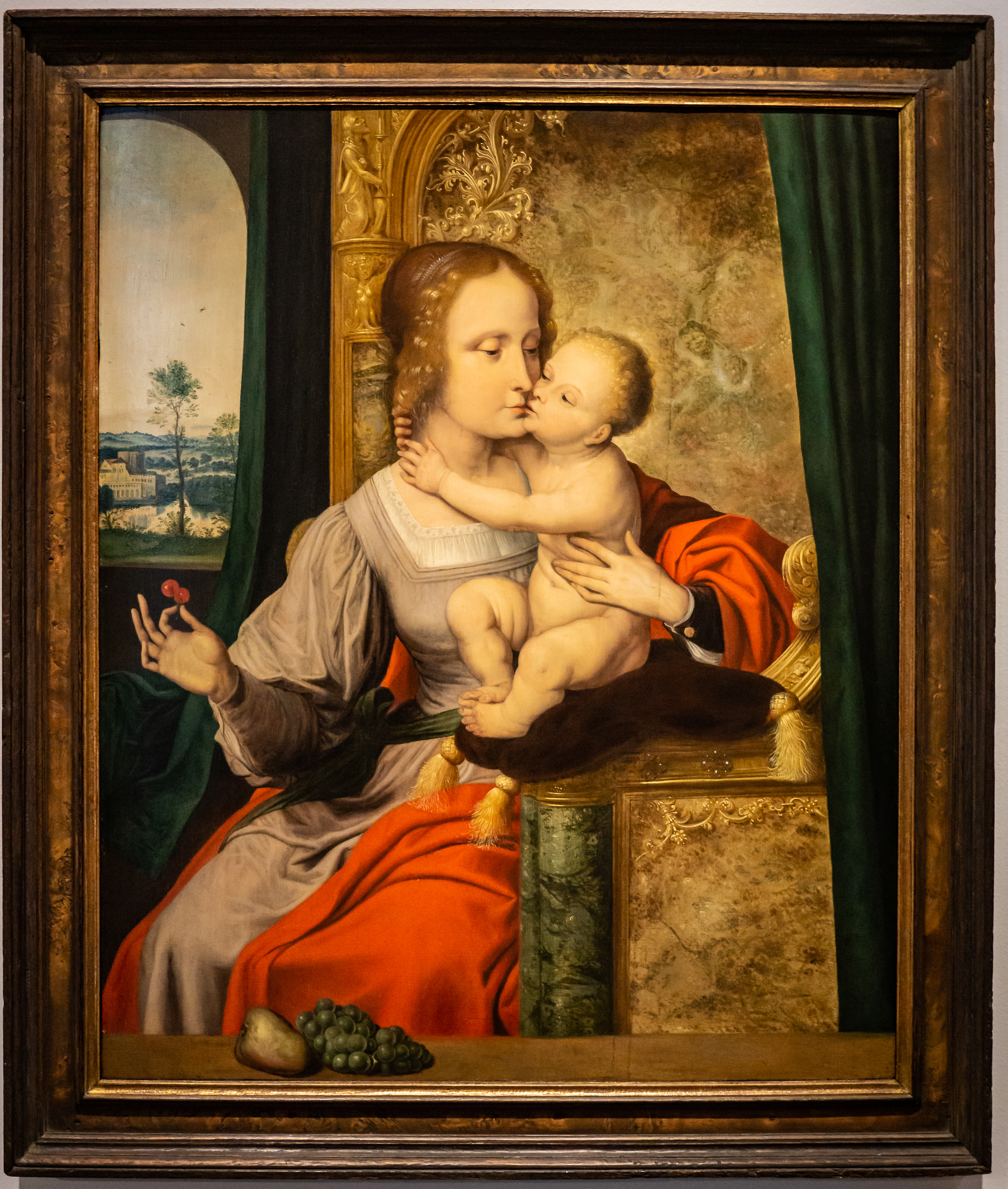
Version du Westphalian State Museum of Art and Cultural History.

## Postérité
Le tableau est représenté dans l'accumulation d'œuvres du tableau intitulé Le Cabinet d'art de Cornelis van der Geest réalisé en 1628 par Willem van Haecht dont il était conservateur de la collection. On y voit le tableau de Quentin Metsys présenté aux archiducs Albert et Isabelle, gouverneurs des Pays-Bas méridionaux. Rubens, lui aussi représenté, commente le tableau à l’oreille de l’archiduc.

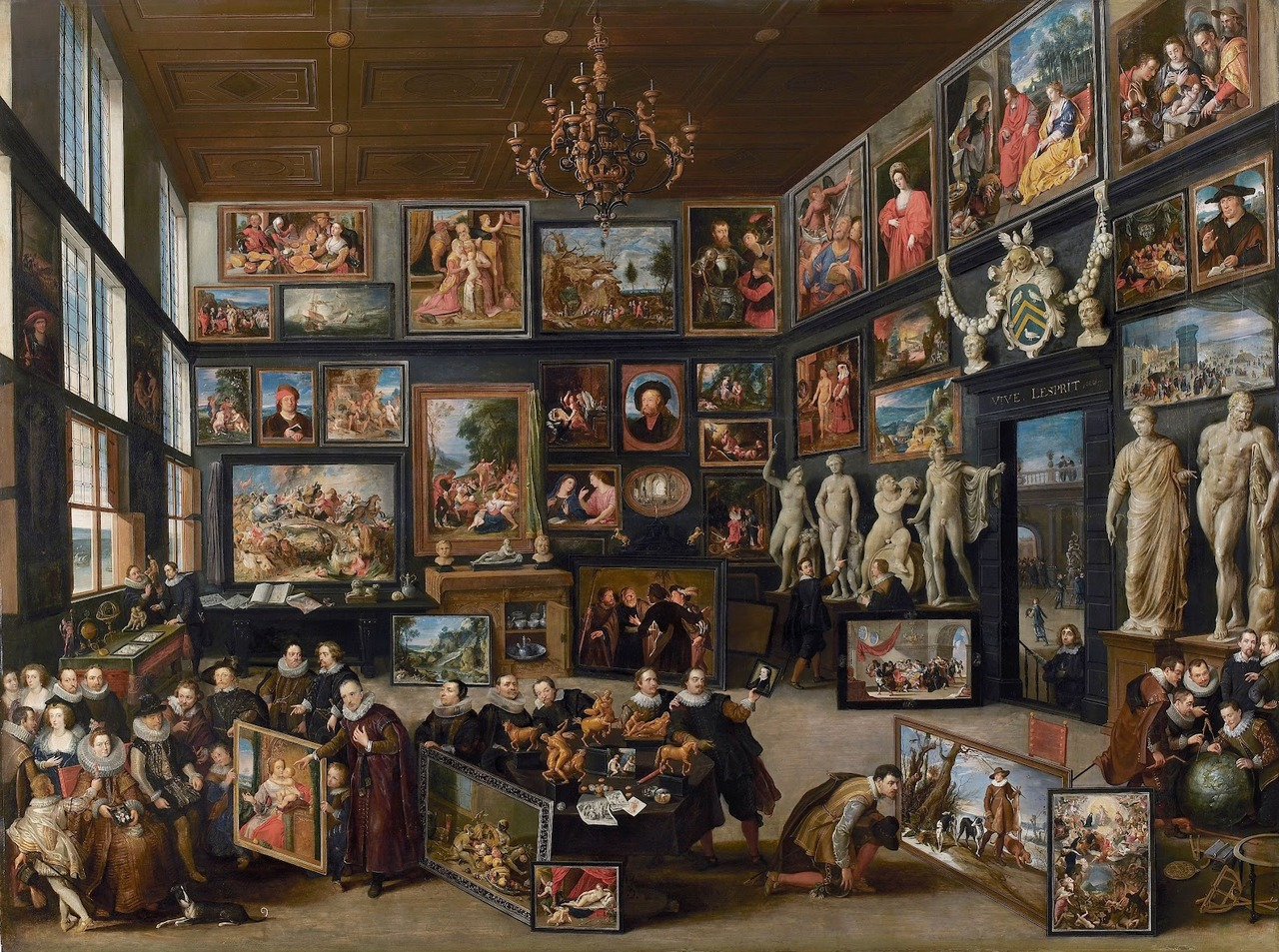
Willem van Haecht, La Galerie de Cornelis van der Geest, 1628 – Maison de Rubens, Anvers.
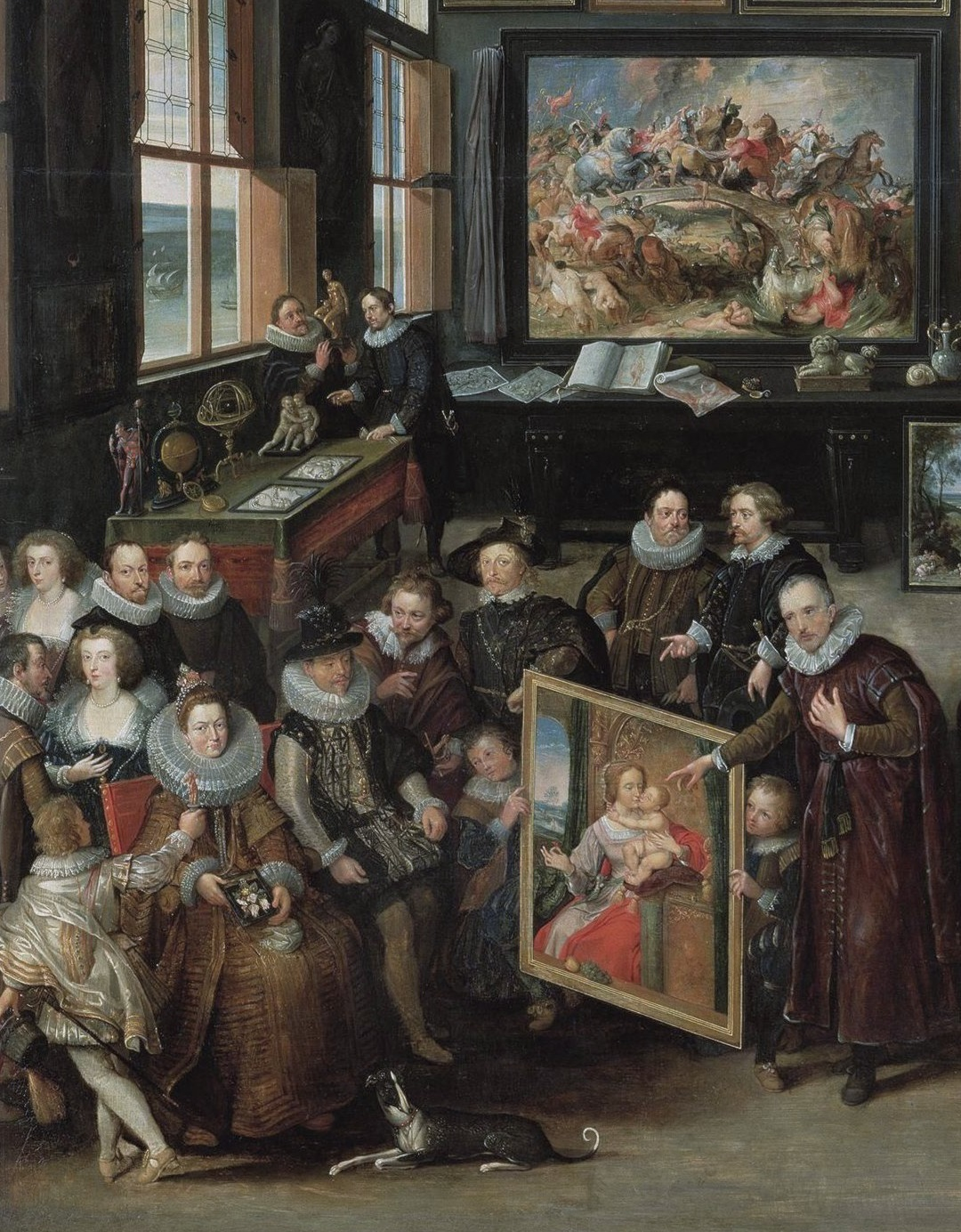
Détail : présentation du tableau.